# Stenopelmatus sartorianus
Stenopelmatus sartorianus — вид прямокрилих комах родини Stenopelmatidae. 

## Поширення
Вид поширений в Мексиці і Центральній Америці.